# Édouard l'Exilé
Édouard l'Exilé est un prince de la maison de Wessex né en 1016 ou 1017 et mort le 19 avril 1057.
Édouard est l'un des deux fils du roi Edmond Côte-de-Fer, qui règne brièvement sur l'Angleterre et lutte pour le trône avec le Danois Knut le Grand. Après la mort d'Edmond, en novembre 1016, Knut devient seul roi d'Angleterre et envoie les jeunes fils de son rival, Édouard et Edmond, en exil sur le continent.
Les sources médiévales ne s'accordent pas sur le parcours des deux princes. Ils pourraient avoir vécu un temps en Suède et à la cour de Iaroslav le Sage, à Kiev, avant de s'établir en Hongrie. Édouard, qui survit à son frère, est rappelé en Angleterre par son oncle Édouard le Confesseur, qui n'a pas d'enfants. Il meurt quelques jours à peine après son retour dans son pays natal.

## Biographie
Édouard et son frère Edmond sont les fils d'Edmond Côte-de-Fer et d'Ealdgyth. Leur date de naissance est inconnue, mais puisque leurs parents se sont mariés à la fin de l'été 1015 et que leur père meurt le 30 novembre 1016, ils doivent être nés en 1016 ou 1017. Ils sont chassés d'Angleterre par Knut le Grand, devenu seul roi d'Angleterre après la mort d'Edmond.
La Chronique anglo-saxonne affirme qu'il les envoie en Hongrie, mais Jean de Worcester écrit qu'ils sont envoyés en Suède avant d'aller en Hongrie, tandis que les Leges Edwardi Confessoris et Adam de Brême évoquent un séjour en Rus' de Kiev.
En 1054 son oncle Édouard le Confesseur, qui est monté sur le trône après l'extinction de la lignée de Knut, envoie l'évêque Ealdred en mission diplomatique auprès de l'empereur Henri III afin d'organiser le retour d'Édouard l'Exilé en Angleterre. Le roi, qui n'a pas d'enfants, compte peut-être faire de lui son héritier, mais Édouard meurt quelques jours après son retour sur le sol anglais, le 19 avril 1057. Il est inhumé dans la cathédrale Saint-Paul de Londres.

## Mariage et descendance

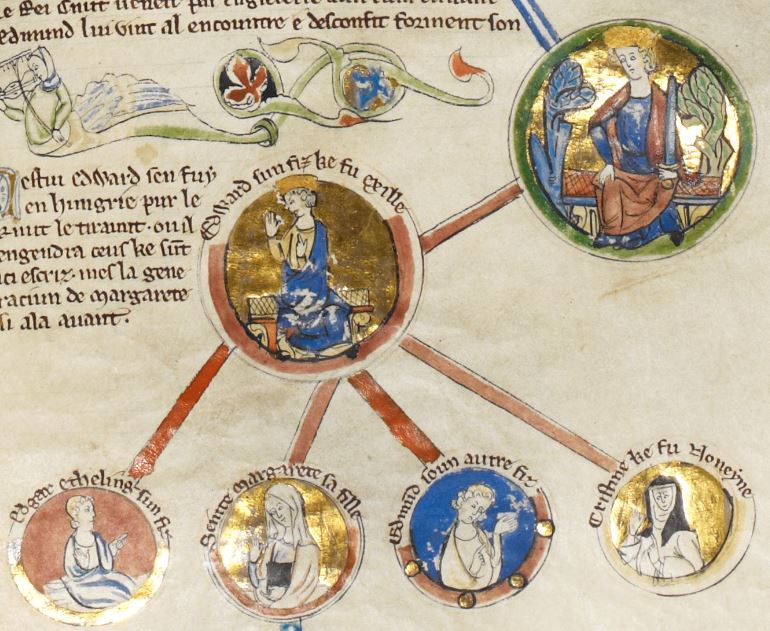
Édouard l'Exilé, son père Edmond et ses enfants Edgar, Marguerite (un deuxième fils, Edmond, apparaît également) et Christine dans un manuscrit généalogique du XIIIe siècle.

La femme d'Édouard est une certaine Agathe dont les origines sont incertaines, les sources à ce sujet étant floues et contradictoires. Ils ont trois enfants, deux filles et un fils :
1. Marguerite (vers 1045 – 1093), épouse du roi d'Écosse Malcolm III ;
2. Christine (vers 1050 ? – après 1093), religieuse à l'abbaye de Romsey en 1086 ;
3. Edgar Ætheling (vers 1051 – après 1126).